# Santos Lugares
Santos Lugares is een plaats in het Argentijnse bestuurlijke gebied Tres de Febrero in de provincie Buenos Aires. De plaats telt 17.023 inwoners.

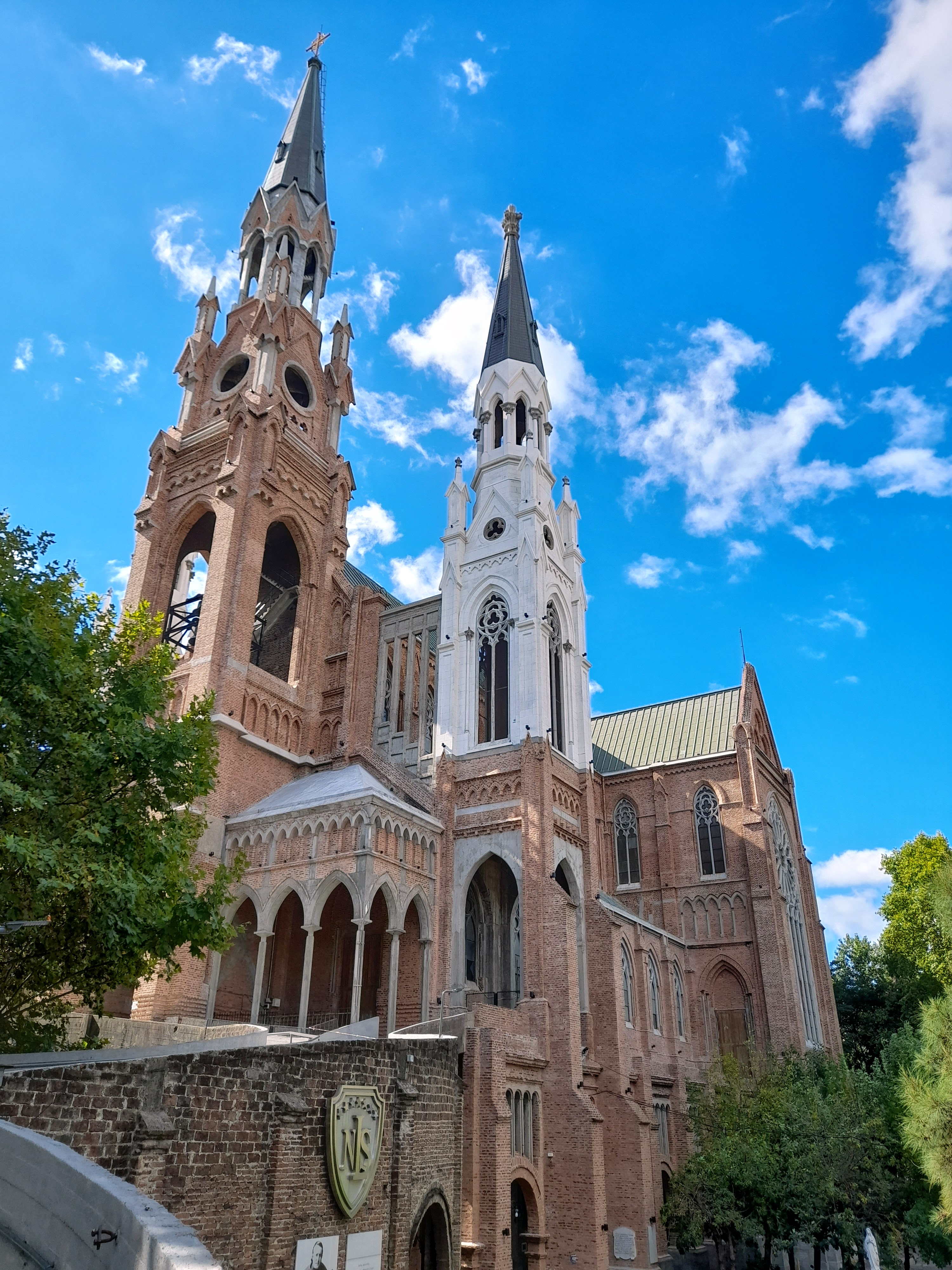
Katholieke kerk Nuestra Señora de Lourdes in Santos Lugares